# Verbandsgemeinde Gau-Algesheim
La comunità amministrativa di Gau-Algesheim (Verbandsgemeinde Gau-Algesheim) si trova nel circondario di Magonza-Bingen nella Renania-Palatinato, in Germania.

## Comuni
Fanno parte della comunità amministrativa i seguenti comuni:
| Comune, città                  | Sup. (km²) | Abitanti |
| ------------------------------ | ---------- | -------- |
| Appenheim                      | 6,98       | 1 403    |
| Bubenheim                      | 4,38       | 796      |
| Engelstadt                     | 7,76       | 720      |
| Gau-Algesheim, Stadt           | 13,99      | 6 878    |
| Nieder-Hilbersheim             | 4,60       | 652      |
| Ober-Hilbersheim               | 7,38       | 1 008    |
| Ockenheim                      | 6,03       | 2 735    |
| Schwabenheim an der Selz       | 9,49       | 2 545    |
| Verbandsgemeinde Gau-Algesheim | 60,61      | 16 737   |

(Abitanti al 31 dicembre 2021)